# Phyllanthus guillauminii
Phyllanthus guillauminii là một loài thực vật có hoa trong họ Diệp hạ châu. Loài này được D niker miêu tả khoa học đầu tiên năm 1931.